# Warendorp (Schiff)
Die Warendorp war ein 1915 als A 20 gebautes Küstentorpedoboot der Klasse A I der Kaiserlichen Marine. 1919 übernahm die belgische Marine das Schiff zunächst als A 9 PC, später folgten Umbenennungen in A 9, A 20 und West Diep. 1940 übernahm die deutsche Kriegsmarine das Schiff und baute es zum Schnellschlepper Reiher, dann zum E-Meß-Schulboot Warendorp um. 1948 erfolgte die Abwrackung.

## Bau und technische Daten
A 20 gehörte zu den 25 Booten der Klasse A I, einem speziell für den Einsatz vor Flandern konzipierten Torpedobootstyp. Das A-Boot sollte zudem als schnelles Minensuchboot und Geleitfahrzeug einsetzbar sein. Das Boot wurde in bei der A.G. Vulcan in Hamburg auf Kiel gelegt und lief am 27. August 1915 vom Stapel. Nur wenige Tage später, am 1. September 1915, erfolgte die Indienststellung.
Anschließend wurde das Boot, wie 14 andere Boote der Klasse auch, wieder zerlegt und per Eisenbahn in das besetzte Belgien transportiert. In Hoboken, heute ein Stadtteil von Antwerpen, wurde das Boot wieder zusammengebaut.
Die Länge betrug 41,58 Meter, es war 4,60 Meter breit und wies einen Tiefgang von 1,52 Metern auf. Die Verdrängung betrug 109 Standardtonnen (137 Tonnen maximal). Der Antrieb bestand aus zwei kohlenbefeuerten Wasserrohrkesseln und einer stehenden dreizylindrigen Dreifachexpansions-Kolbenmaschine, die 1200 PS erzielte und auf eine Schraube wirkte. Damit erreichte das Boot eine Höchstgeschwindigkeit von 19–20 Knoten.
Als Bewaffnung trug A 20 eine 50-mm-Torpedobootskanone L/40 und zwei Torpedorohre 45 cm. Zudem konnte es vier Minen tragen und war mit Minenräumgerät ausgestattet. Die Besatzungsstärke betrug 28 Offiziere und Mannschaften.

## Kaiserliche Marine 1915–1918
Nach dem Zusammenbau wurde das Boot am 1. Mai 1916 erneut in Dienst gestellt. Die gesamte Kriegszeit verbrachte das Boot im Bereich der flandrischen Küste.
Vor Ort stellte sich heraus, dass diese Boote mit nur 20 Knoten Geschwindigkeit kaum eine Möglichkeit besaßen, offensiv als Torpedoboote tätig zu werden. Aus diesem Grund wurden die Boote nicht als Torpedoträger genutzt und die Torpedorohre wurden ausgebaut. Anschließend verwandte man die noch vorhandenen Boot nur noch zu Sicherungs-, Minensuch- und Tenderaufgaben. Die überlebenden Boote in Flandern wurden 1917 zur Minensuchflottille Flandern zusammengefasst. Insgesamt bewährte sich der Bootstyp nicht.
Einer der Kommandanten von A 20 war der spätere Admiral der Kriegsmarine Günther Lütjens.
Am Kriegsende stellte die Marine das Boot am 15. November 1918 bei der Räumung Belgiens außer Dienst. An diesem Tag wurde A 20 zusammen mit zwölf anderen Booten der Flandern-Flottille im niederländischen Hellevoetsluis interniert.

## Belgische Marine und Marineschule 1919–1940
Im Sommer 1919 musste es gemäß Versailler Vertrag zusammen mit weiteren 10 Torpedobooten und 26 Minensuchbooten an Belgien abgetreten werden. Das Corps de Torpilleurs et Marins der neugegründeten belgischen Marine übernahm das Boot am 25. Juni 1919 und gab ihm zunächst die Bezeichnung A 9 PC. 1927 wurde diese in A 9 geändert. Nachdem im Mai 1927 die Marine aufgrund starken innenpolitischen Drucks und mangelnder Finanzierung aufgelöst worden war, führte das Fahrzeug wieder seine alte Bezeichnung A 20.
1931 wurde es der Staatsmarineschule in Ostende mit dem Namen West Diep übergeben. Neben der Ausbildung unterstützte es die ebenfalls der Marineschule zugeordneten Wielingen und Zinnia. Zu den Aufgaben der inzwischen unbewaffneten und mit einer Zivilmannschaft besetzten West Diep gehörten hoheitsrechtliche Tätigkeiten wie die Überwachung der Schifffahrt und die Sicherung der Küste.

## Kriegsmarine 1940–1945 und Verbleib
Nach dem Einmarsch der Wehrmacht in Belgien beschlagnahmten die Deutschen das Boot. In welche Form es zunächst genutzt wurde, ist unklar, möglicherweise analog der Wielingen im Küsten- und Hafenschutz. Ab 21. November 1941 erfolgte auf der Werft Beliard Crighton in Ostende der Umbau zum Schnellschlepper. Der Umbau zog sich bis 1943 in die Länge. Anschließend wurde das Boot am 2. März 1943 bei der Flakschule I in Swinemünde in Dienst gestellt. Dort diente es als Flakschulboot Reiher, ausgerüstet mit vier 37-mm-Flak. Bis Oktober 1943 wurde es dann zum E-Meß-Schulboot Warendorp umgebaut und als solches innerhalb des Schulverbandes der Marine-Flakschule I bis Kriegsende genutzt. Die Bewaffnung bestand nun aus einer 20-mm-Flak und einem Maschinengewehr, die Stammbesatzung aus 18 Mann, dazu kamen 10 Schüler.
Nach Kriegsende wurde das Boot im Mai 1945 amerikanische Kriegsbeute. Im April 1946 wurde es auf der Marinewerft Wilhelmshaven noch einmal instand gesetzt und 1948 dann ebenfalls in Wilhelmshaven endgültig abgebrochen.